# Gabriel Tiacoh
Gabriel Tiacoh (Abidjan, 10 settembre 1963 – Atlanta, 2 aprile 1992) è stato un velocista ivoriano, specializzato nei 400 metri piani, gara in cui ha vinto la medaglia d'argento alle Olimpiadi di Los Angeles 1984.

## Biografia
Fece il suo esordio a livello internazionale nel 1983 partecipando alla prima edizione dei Campionati del mondo, dove fu eliminato nei quarti di finale.
L'anno seguente vinse il suo primo titolo continentale e successivamente conquistò la medaglia d'argento alle Olimpiadi di Los Angeles, stabilendo il record africano con il tempo di 44"54. A 21 anni di età, fu il primo atleta ivoriano a salire sul podio olimpico. Gareggiò anche nella staffetta 4×400 metri, insieme ai connazionali Georges Kablan Degnan, Avognan Nogboum e René Djédjémel Mélédjé, senza riuscire a raggiungere la finale.
Ai Campionati africani del 1985 giunse secondo, battuto dal nigeriano Innocent Egbunike che gli sottrasse il record continentale, ma Tiacoh riuscì a riprenderselo l'anno seguente portandolo prima a 44"32 e poi a 44"30, tempo che fu la miglior prestazione mondiale stagionale. Nello stesso anno Tiacoh fu primo ai campionati NCAA. Nel 1987 partecipò ai campionati mondiali di Roma dove concluse la finale al settimo posto dopo aver corso la semifinale nel tempo di 44"69 che, se ripetuto in finale, gli avrebbe garantito una medaglia.
Ai Campionati africani del 1988 fu nuovamente secondo alle spalle di Egbunike. Partecipò quindi alle Olimpiadi di Seul dove non riuscì a ripetere le prestazioni di quattro anni prima: fu infatti eliminato ai quarti di finale.
Il 1989 fu l'ultimo anno che lo vide impegnato ai massimi livelli internazionali: dapprima conquistò il suo secondo titolo continentale sui 400 metri, poi vinse la medaglia d'oro nella prima edizione dei Giochi della Francofonia. Selezionato per rappresentare l'Africa nella Coppa del mondo, concluse la gara al terzo posto.
Morì all'età di 28 anni per una meningite virale. In sua memoria è stato istituito un meeting internazionale di atletica leggera che si tiene ogni anno ad Abidjan. Nel 2014 l'evento è giunto alla sua ventunesima edizione.

## Palmarès
| Anno | Manifestazione      | Sede        | Evento          | Risultato | Prestazione | Note |
| ---- | ------------------- | ----------- | --------------- | --------- | ----------- | ---- |
| 1984 | Campionati africani | Rabat       | 400 metri piani | Oro       |             |      |
| 1984 | Giochi olimpici     | Los Angeles | 400 metri piani | Argento   |             |      |
| 1985 | Campionati africani | Il Cairo    | 400 metri piani | Argento   |             |      |
| 1988 | Campionati africani | Annaba      | 400 metri piani | Argento   |             |      |
| 1989 | Campionati africani | Lagos       | 400 metri piani | Oro       |             |      |